# Geração rasca

Geração rasca foi uma expressão usada pelo jornalista Vicente Jorge Silva em 1994 num editorial do jornal Público aquando das manifestações estudantis contra a então ministra da educação Manuela Ferreira Leite, do Governo liderado por Cavaco Silva. Os estudantes protestavam contra as provas globais no Ensino Secundário. A expressão provocou muitas críticas e tornou-se mais tarde um símbolo de contestação e rivalização de valores entre gerações.
Em 2011, a expressão foi ajustada como mote à manifestação de 12 de Março Geração à rasca.

## Antecedentes
Em 1989, o Governo de Portugal decretou que o acesso ao ensino superior se daria com uma Prova Geral de Acesso, um teste de cultura geral, que colheu pouco consenso na comunidade escolar. Estudantes do ensino secundário imediatamente contestaram a medida, e assinalaram o descontentamento com manifestações de rua, juntando-se a alunos do ensino superior que contestavam o aumento de propinas. Foram os primeiros protestos que uniram os estudantes portugueses desde o movimento estudantil da década de 1960. Os protestos iriam marcar a primeira parte da década de 1990, culminando nos protestos contra a então Ministra da Educação, Manuela Ferreira Leite em 1994.

### Cronologia de protestos
- 29 de Novembro de 1991 "Bolsas sim, propinas não" - Diamantino Durão altera comparticipação do alunos nos custos do ensino superior, o que leva cerca de mil estudantes a protestar em Lisboa, reclamando um ensino "tendencialmente gratuito", conforme consta na Constituição portuguesa.[5]
- 1992 "Não ao aumento das propinas" - Milhares de estudantes do ensino superior protestam em Lisboa em 26 de Fevereiro, concentram-se frente ao Ministério da Educação, e quando não recebidos por Diamantino Durão, param o trânsito no Rossio. A 13 de Março, Durão é demitido pelo Primeiro-Ministro Cavaco Silva.[5] É substituído por António Couto dos Santos. A 24 de Março, milhares de jovens de Portugal inteiro participam de manifestação em Lisboa protestando a política governamental, particularmente o aumento das propinas. A lei é promulgada em Julho. A 18 de Novembro, dez mil estudantes de todo o país manifestam-se em frente ao Parlamento Português contra as propinas. Passaram barreiras policiais, invadindo os jardins da Assembleia da República e partindo vidros, sem intervenção da polícia.[5]
- 1993 - Protestos em Maio em frente ao ministério da Educação resultam em confrontos com a polícia. Em Novembro, 1500 estudantes de Lisboa protestam a regulamentação da Lei das Propinas. O Corpo de Intervenção, composto por 50 elementos, detem alguns manifestantes e utiliza os bastões para dispersar os manifestantes. Mário Soares, então Presidente da Rapública, insurge-se contra a violência policial. Ainda em Novembro, estudantes fazem greve às aulas. Em Dezembro, o ministro da Educação Couto dos Santos demite-se.  É substituído por Manuela Ferreira Leite. A 7 de Dezembro, milhares de estudantes dos ensinos secundário e superior fazem novas manifestações, bandeiras do Partido Social Democrata, e apupam Cavaco Silva e Ferreira Leite.[5]
- 1994 - Protestos a 24 de Março, Dia do estudante, juntam alunos do secundário e ensino superior, contra as provas globais e propinas, respectivamente.[6] A 3 de Maio, representações de associações de pais reunem-se com a Ministra Ferreira Leite, tentando anular a realização das provas globais, argumentando que uma prova mal realizada provocaria atrasos no ingresso na universidade e por seguinte a obtenção de um grau académico por parte dos alunos.[6] Em vésperas das manifestações convocadas para 5 de Maio, universitários manifestaram-se junto ao Ministério da Educação, construindo com blocos de cimento uma estrutura frágil que simbolizava as condições precárias das residências escolares universitárias. Isso levou a confrontos entra a polícias e esses jovens.[6]

## Manifestações de 5 de maio de 1994 e editorial no jornal Público
A 5 de Maio de 1994, manifestações convocadas por associações de estudantes de ensino secundário contra as Provas Globais de Acesso ocorreram a nível nacional. Aos estudantes do secundário, juntaram-se alunos do ensino superior, contestando o pagamento de propinas, e o baixo valor do apoio da ação social escolar para os estudantes mais carenciados. Durante as marchas pelas ruas o trânsito foi cortado, e alguns estudantes baixaram as calças expondo rabos e órgãos genitais, sendo as imagens capturadas pelas câmaras fotográficas e de televisão dos repórteres a acompanhar as manifestações e publicadas nos jornais e transmitidas nos telejornais. Os estudantes empunhavam também cartazes, alguns com insultos dirigidos principalmente à Ministra da Educação. Vários jovens apelaram à calma durante a manifestação empunhando megafones, discordando do uso de calão e tentando impedir o confronto com a policia.

No dia seguinte, Vicente Jorge Silva escreve no Público um editorial intitulado "Estamos a assistir ao nascimento de uma geração rasca?" onde o colonista alude a comportamentos dos estudantes durante as manifestações como "expressões de má-criação, estupidez e alarvidade". Jorge Silva acusa também os jovens de usarem os protestos como um pretexto e "[...] transformaram os seus cortejos num desfile de palavrões, cartazes e gestos obscenos, piadas de caserna ou trocadilhos no mais decrépito estilo das velhas 'repúblicas' coimbrãs" O editor culpa também os jornais e especialmente as televisões por registar de "[...] forma frequentemente acrítica e benevolente [...] manifestações onde os sinais de festividade rasca eram já perfeitamente visíveis e intoleráveis".